# Tetrameres fissispina
Tetrameres fissispina är en rundmaskart. Tetrameres fissispina ingår i släktet Tetrameres, och familjen Tetrameridae. Arten är reproducerande i Sverige.